# Po-Shen Loh
Po-Shen Loh (né le 18 juin 1982) est un professeur de mathématiques américain. Enseignant à l'université Carnegie-Mellon, il est également l'entraîneur de l'équipe américaine des Olympiades internationales de mathématiques,,,,,,.

## Biographie
Loh est diplômé du California Institute of Technology.
Fondateur du site éducationnel Expii,,, il a mis en évidence une manière de résoudre des équations du second degré sans formule quadratique.